# Йосеф, Дов
Дов Йосеф (ивр. דב יוסף‎; 27 мая 1899, Монреаль, Канада — 7 января 1980, Беэр-Шева, Израиль) — израильский государственный деятель. Занимал пост военного губернатора Иерусалима во время арабо-израильской войны 1947—1949 годов. Впоследствии занимал должности министра в девяти правительствах Израиля.

## Биография
Родился в Монреале. Получил высшее образование в области гуманитарных наук и экономики в Университете Макгилла с присвоением докторской степени по философии (Ph.D.). Кроме того, получил юридическое образование в Университете Лаваля и Лондонском университете, после чего получил право на адвокатскую деятельность. В Канаде он был одним из основателей Ассоциации молодых иудеев и некоторое время её президентом. Во время Первой мировой войны он был сотрудником канадского Еврейского легиона, занимавшимся вопросами репатриации в Израиль.
В 1918 г. переехал в Израиль, бывший на тот момент частью подмандатной Лиге Наций территории Палестины, и начал успешную адвокатскую карьеру. В 1933 г. он вступил в МАПАЙ и в 1936 г. стал юрисконсультом Исполнительного совета Еврейского агентства и заместителем директора его политического департамента. Во время Второй мировой войны являлся координатором Еврейского агентства для мобилизации добровольцев для британской армии. В 1945 г. был назначен в состав Исполнительного совета Еврейского агентства в Иерусалиме. В 1946 г. вместе с другими руководителями ишува был арестован британскими властями и заключен в Латруне. В 1948 г. вошел в состав специального комитета, созданного для основания государства Израиль и был назначен на должность военного губернатора Иерусалима.
Избирался депутатом израильского Кнессета от партии МАПАМ (1949—1965). Занимал ответственные должности в правительстве страны:
- 1949—1950 гг. — министр нормирования и снабжения, министр сельского хозяйства,
- 1950—1951 гг. — министр транспорта,
- 1951—1952 гг. — министр промышленности и торговли,
- 1951—1952 гг. — министр юстиции,
- 1952—1953 гг. — министр без портфеля,
- 1953—1955 гг. — министр развития,
- 1955 г. — министр здравоохранения,
- 1961—1966 гг. — министр юстиции Израиля.

В 1956—1961 гг. был казначеем Еврейского агентства.
В книге «Верный город» (1960, английский язык) описал осаду Иерусалима и захват Старого города Арабским легионом в 1948 г. В монографии «Британское управление в Палестине» (1948, английский язык) исследовал административную систему британского мандата.
5 января 1980 года был доставлен в больницу Сорока в Беэр-Шеве. Скончался от сердечного приступа. Похоронен на кладбище Синедрия в Иерусалиме.